# Valerie Brisco-Hooks
Pour les articles homonymes, voir Hooks.
Valerie Ann Brisco-Hooks, née le 6 juillet 1960 à Greenwood dans le Mississippi, est une athlète américaine, triple championne olympique à Los Angeles en 1984.

## Biographie
Elle est connue pour être la première athlète à remporter les deux titres du 200 et du 400 mètres lors de mêmes Jeux olympiques. Cet exploit, réalisé lors des Jeux olympiques de 1984 à Los Angeles a seulement été réédité depuis par la Française Marie-José Pérec. Mais au contraire de celle-ci, elle complète son bilan dans ces jeux par une nouvelle médaille d'or obtenue avec ses compatriotes Lillie Leatherwood, Sherri Howard et Chandra Cheeseborough lors du relais 4 × 400 mètres.
Lors des Jeux olympiques suivants, à Séoul en 1988, elle remporte une nouvelle médaille avec le relais 4 × 400 mètres. Malgré un temps en dessous du record du monde, le relais américain est toutefois battu par le relais soviétique.

## Palmarès

### Jeux olympiques d'été
- Jeux olympiques de 1984 à Los Angeles :
  -  Médaille d'or du 200 mètres
  -  Médaille d'or du 400 mètres
  -  Médaille d'or du relais 4 × 400 mètres
- Jeux olympiques de 1988 à Séoul :
  -  Médaille d'argent du 4 × 400 mètres

### Championnats du monde d'athlétisme
- Championnats du monde 1987 à Rome :
  -  Médaille de bronze du relais 4 × 400 mètres